# 博爾希夫 (布羅瓦里區)
50°17′45″N 31°22′13″E / 50.29583°N 31.37028°E
博爾什奇夫（烏克蘭語：Борщів）是位於烏克蘭北部的村莊，由基辅州布羅瓦里區的巴里希夫卡市鎮負責管轄。該村始建於1300年，面積2.23平方公里，海拔高度96米，2001年人口528，人口密度每平方公里236.8人。